# Stok Ruski (gmina)
Stok Ruski (w XIX wieku Mordy) – dawna gmina wiejska istniejąca do 1954 roku w woj. lubelskim/warszawskim. Siedzibą władz gminy był Stok Ruski, a następnie miasto Mordy.
Poprzedniczką gminy Stok Ruski za Królestwa Polskiego była gmina Mordy, należąca do powiatu siedleckiego w guberni siedleckiej.
Podczas I wojny światowej władze niemieckie z gminy Mordy wydzielono Mordy przywyracając im prawa miejskie, po czym pozostały obszar gminy Mordy przemianowano na gmina Stok Ruski, mimo zachowania siedziby w Mordach.
W okresie międzywojennym gmina należała do powiatu siedleckiego w woj. lubelskim.
Po wojnie gmina zachowała przynależność administracyjną. 1 stycznia 1949 roku gmina wraz z całym powiatem siedleckim została przeniesiona do woj. warszawskiego. Według stanu z dnia 1 lipca 1952 roku gmina składała się z 22 gromad.
Gmina została zniesiona 29 września 1954 roku wraz z reformą wprowadzającą gromady w miejsce gmin.
Jednostki nie przywrócono 1 stycznia 1973 roku po reaktywowaniu gmin.